# Río Barranca
El río Barranca es un corto río localizado en Costa Rica, que pertenece a la vertiente del Pacífico. El río nace en la cordillera Volcánica Central en la provincia de Alajuela a una altitud de 2020 m s. n. m. Tiene una longitud aproximada de 61.7 km y desemboca en el Océano Pacífico en la provincia de Puntarenas.
El río Barranca da nombre a la cuenca hidrológica del mismo nombre, la cual tiene un área de 418 km². Entre sus afluentes existen una gran cantidad de ríos y quebradas, entre los principales se encuentran el río San Pedro, el río Sion, el río Esparza, el río Potrerillos, el río La Paz, el río Barraquilla y el río Piedras.
La desembocadura del río se encuentra a una distancia de 10 kilómetros de la ciudad de Puntarenas. Sobre esta se encuentra un puente perteneciente a la ruta 23, que comunica a la ciudad de Puntarenas, con el puerto de Caldera, uno de los principales puertos costarricenses en el litoral Pacífico.

## Energía hidráulica
En el río Barranca se encuentra una de las plantas hidroeléctricas más antiguas de Costa Rica, llamada planta hidroeléctrica Alberto Echandi ubicada en el Bajo Cambronero. La primera estructura de la planta fue creada en 1909 como planta de uso privado y fue conocida por el nombre de Planta Hidroeléctrica Nagatac. Años más tarde fue adquirida y remodelada por el ICE a través de Alberto Echandi Montero y conserva este nombre por ser uno de sus fundadores.

## Turismo
En la zona alta de Naranjo, hay varios puntos donde se puede ver los inicios del río Barranca. Cerca de su naciente hay un complejo turístico llamado Rancho Amalia Lodge, que ofrece hospedaje, alimentación, senderos y caminatas. Estos senderos llevan hasta el río, el cual cruza parte de la finca de sus propietarios.
En la zona de San Ramón de Alajuela, el río ofrece varios atractivos turísticos para el turismo ecológico y actividades como caminatas y observación de aves.
La zona cercana a la desembocadura se ha convertido en un destino recreativo de los habitantes locales, en especial la zona de San Jerónimo de Esparza, donde en ocasiones se instalan grupos de campistas de todas partes del país.